# Граф Росс (Шотландия)

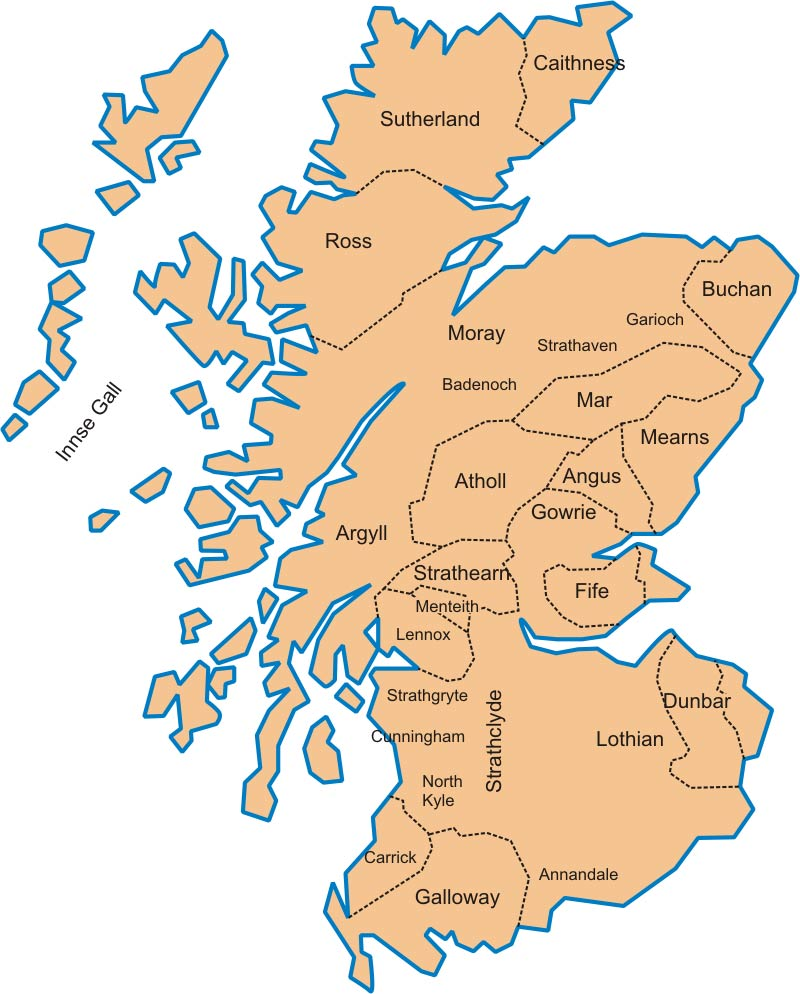
Карта средневековой Шотландии, 1230 год

Граф (мормэр) Росс (англ. Earl / Mormaer of Ross) — титул правителя области Росс в средневековой Шотландии.

## История
Первым мормэром Росса, который упоминается в источниках, был Малькольм Макэт (ум. 1168), поднявший восстание против королевской власти. В 1157 году Малькольм Макэт примирился с королём Шотландии Малькольмом IV, который утвердил его мормэром Росса.
Вторым и наиболее известным мормэром Росса был Ферхар О’Беолайн (ум. 1251). Он был известен также как «Fearchar mac an t-sagairt», что означало сын священника из Эпплкросса. Ферхар помог шотландскому королю Александру II подавить восстания в Морее и Россе. Король посвятил Ферхара в рыцари в 1215 году, а в 1234 году он стал первым мормэром (графом) Росса. Его сын и преемник Уиллем I (1251—1274) значительно расширил мормэрство за счёт территорий, раньше принадлежавших норвежским королям (острова Скай и Льюис). Графство Росс оставалось под контролем потомком Ферхара до смерти графа Уиллема III в 1372 году. Его старшая дочь и наследница Ефимия (1372—1394) вышла замуж за сэра Уолтера Лесли (ум. 1382). Графы Росса одновременно являлись вождями клана Росс.
После смерти графа Росса Уиллема III (1333—1372) новым вождем клана Росс стал его младший брат Хью, который в 1374 году был назначен управляющим Балнагованом. Графством Росс стали управлять Ефимия и её первый муж Уолтер Лесли. В 1382 году графиня вторично вышла замуж за Александра Стюарта, графа Бьюкена (1343—1405), младшего сына короля Шотландии Роберта II Стюарта от его первой супруги, Елизаветы Мур. В 1394 году после смерти Ефимии на графский престол вступил её сын Александр Лесли (ум. 1402).
В 1402 году после смерти Александра Лесли его единственная дочь Ефимия унаследовала графство Росс. Также на графство Росс претендовал могущественный феодал Дональд Макдональд (ум. 1423), лорд Островов, женатый на Марии (Мариотте) Лесли, сестре покойного графа Александра Лесли. В 1415 году графиня Ефимия Росс отказалась от престола в пользу Джона Стюарта, графа Бьюкена (ок. 1380—1424), сына своего опекуна Роберта Стюарта, герцога Олбани.
Титулы графов Росса носили лорды Островов Александр Макдональд (ум. 1449) и Джона Макдональд (1434—1503), сын и внук Дональда Макдональда. В 1476 году Джон Макдональд заключил мир с королём Шотландии, отказавшись от графства Росс и ряда других территорий, но сохранил Гебридские острова.
23 января 1481 года титул графа Росса получил Джеймс Стюарт (1476—1504), второй сын шотландского короля Якова III Стюарта. Одновременно он стал лордом Ардманнох и лордом Брехин и Навар. В 1488 году он стал герцогом Росс и маркизом Ормонд.
20 мая 1565 года титул графа Росса был восстановлен для Генри Стюарта, лорда Дарнли (1545—1567), второго мужа королевы Марии Стюарт. Также он получил титул лорда Ардманноха. 20 июля 1565 года он стал герцогом Олбани. После его гибели в Керк-о’Фильде титулы герцога Олбани и графа Росса перешли к его единственному сыну Якову Стюарту (1566—1625), который в 1567 году стал королём Шотландии под именем Якова VI. Титул графа Росса вернулся к короне.
2 декабря 1600 года принц Чарльз Стюарт получил от отца титул герцога Олбани вместе с вспомогательными титулами (маркиз Ормонд, граф Росс, лорд Ардманнох). В 1625 году принц Чарльз стал королём Англии Карлом I, а титулы вернулись к короне.

## Ранние мормэры (графы) Росса

Герб графства Росс

- 1223—1251: Ферхар, граф Росс (ум. 1251)
- 1251—1274: Уиллем I, граф Росс (ум. 1274)
- 1274—1323: Уиллем II, граф Росс (умер в 1323)
- 1323—1333: Хью, граф Росс (ум. 1333), предок вождей клана Росс
- 1333—1372: Уиллем III, граф Росс (ум. 1372)
- 1372—1394: Ефимия I, графиня Росс (ум. ок. 1394), 1-й муж — сэр Уолтер Лесли, лорд Росс (ум. 1482), 2-й муж с 1482 года Александр Стюарт, граф Бьюкен
- 1394—1402: Александр Лесли, граф Росс (ум. 1402)
- 1402—1415: Ефимия II, графиня Росс (умер ок. 1424)
- 1415—1424: Джон Стюарт, 2-й граф Бьюкен (ум. 1424)
- 1415—1437: Мэри, графиня Росс (умер ок. 1440), сестра Александр Лесли, граф Росса. Муж — Дональд Макдональд, лорд Островов (ум. 1423)
- 1437—1449: Александр Макдональд, граф Росс (ум. 1448)
- 1449—1476: Джон Макдональд, граф Росс (1434—1503)

## Графы Росса, креация 1481
- 1481—1504: Джеймс Стюарт, граф Росс (1476—1504), второй сын короля Шотландии Якова III Стюарта и Маргариты Датской

## Графы Росса, креация 1565
- 1565—1567: Генри Стюарт, граф Росс (1545—1567), позднее — герцог Олбани и король-консорт Шотландии, второй сын Мэтью Стюарта, 4-го графа Леннокса, и Маргариты Дуглас. Второй муж Марии Стюарт
- 1567—1567: Джеймс Стюарт, граф Росс (1566—1625), будущий король Шотландии (1567—1625) и король Англии (1603—1625), единственный сын королевы Шотландии Марии Стюарт и Генри Стюарт, лорда Дарнли.

## Графы Росс, креация 1600
- 1600—1625: Чарльз Стюарт, граф Росс (1600—1649), будущий король Англии, Шотландии и Ирландии Карл I (1625—1649), второй сын Якова I Стюарта и Анны Датской.